# Tomás Pérez de Estala (obraz Goi)
Tomás Pérez de Estala (hiszp. Don Tomás Pérez de Estala) – obraz olejny hiszpańskiego malarza Francisca Goi (1746–1828), znajduje się w kolekcji Kunsthalle w Hamburgu. Wierna kopia lub replika znajduje się w prywatnej kolekcji w Hiszpanii.

## Tomás Pérez de Estala
Tomás Pérez de Estala (1754–1827) pochodził z Aragonii. Od młodych lat kształcił się jako ślusarz, pracując w różnych warsztatach w Hiszpanii, a od 1776 także we Francji, gdzie poznał nowoczesne technologie nieznane w jego kraju. Podróżował także do Anglii, gdzie poznał efekty rewolucji przemysłowej. Dzięki zdobytej w ten sposób wiedzy wprowadził pierwsze maszyny parowe do hiszpańskiego kopalnictwa. Przeniósł się do Segowii, gdzie rozpoczął karierę w nowoczesnym zakładzie przemysłowym Królewskiej Fabryki Sukna. Ożenił się z córką właściciela fabryki i został głównym inżynierem. Jako osoba o skromnym pochodzeniu, dzięki małżeństwu awansował nie tylko zawodowo, lecz także społecznie. Małżeństwo zamieszkało w Madrycie, w pałacu przy placu św. Anny, gdzie zgromadzili ważną kolekcję dzieł sztuki, cenioną ze względu na ilość i jakość dzieł.

## Okoliczności powstania
Na przełomie lat 80. i 90. XVIII w. kariera Goi jako portrecisty szybko się rozwijała. Jednak w 1792 malarz przebył poważną chorobę, w wyniku której prawie rok walczył ze śmiercią, paraliżem i ślepotą. Doszedł do zdrowia tylko częściowo, pozostał jednak głuchy do końca życia. Przebyta choroba znacząco wpłynęła na jego twórczość. Stał się bardziej bezwzględny w postrzeganiu swoich modeli, malował także z mniejszą dbałością o szczegóły. 
Pérez de Estala zlecił wykonanie kopii lub repliki obrazu, aby zdobiły jego dwie rezydencje. Jedna wersja znajduje się w Kunsthalle w Hamburgu, a druga w prywatnej kolekcji w Madrycie, niektórzy historycy mają wątpliwości co do tego, który obraz jest oryginałem. Obrazy zostały po raz pierwszy opisane przez niemieckiego historyka sztuki Augusta L. Mayera, który także zidentyfikował portretowanego jako Péreza de Estalę. Mayer datuje obie wersje na rok 1800. Auerliano de Beruete wskazuje na podobieństwa z Portretem Sebastiána Martíneza i sugeruje wcześniejszą datę powstania 1792. Jutta Held sugeruje 1794, a katalog Gassier-Wilson podaje przedział 1800–1805, ze względu na pojawienie się żółtej sofy, prawdopodobnie mebla z pracowni Goi, który został użyty na innych portretach z tego okresu. Pierre Gassier uznaje wersję z prywatnej kolekcji za autorską. Możliwe, że portret Pérez de Estali powstał z okazji mianowania go komisarzem (Comisario Regio) w 1798. 

## Opis obrazu
Pérez de Estala został przedstawiony na neutralnym tle, siedzi w szerokim fotelu obitym żółtym materiałem. Podobny mebel pojawia się w innych dziełach Goi, co sugeruje, że obraz powstał w pracowni malarza. Światło padające z lewej strony skupia się na jego twarzy, podkreślając dużą głowę i szeroką szczękę mężczyzny. Ma na sobie rozpięty niebieski kaftan oraz białą kamizelkę i koszulę. Zawiązana pod szyją chustka z czerwonym wzorem ukrywa grubą szyję. W lewej ręce ma arkusz zwiniętego papieru z inskrypcją Dn / Tomas Perez / Estala / P. Goya, podczas gdy prawa jest ukryta w kieszeni spodni. Goya zastosował lekkie pociągnięcia pędzlem, widoczne szczególnie na fotelu, gdzie poprzez drobne dotknięcia uzyskał fakturę materiału.

## Proweniencja
Obraz należał do kolekcji hrabiego de Cedillo, z której przeszedł do Kunsthalle w Hamburgu.